# Megachile meadewaldoi
Megachile meadewaldoi är en biart som beskrevs av Brauns 1912. Megachile meadewaldoi ingår i släktet tapetserarbin, och familjen buksamlarbin. Inga underarter finns listade i Catalogue of Life.